# BAFA NL Division Two 2022
La BAFA NL Division Two 2022 è la 22ª edizione del campionato di football americano di terzo livello, organizzato dalla BAFA.

## Squadre partecipanti
| Club                         | Città              | Stadio | Sponsor ufficiale | Risultato nella stagione 2021 |
| ---------------------------- | ------------------ | ------ | ----------------- | ----------------------------- |
| Aberdeen Roughnecks          | Aberdeen           |        |                   |                               |
| Berkshire Renegades          | Reading            |        |                   |                               |
| Bristol Apache               | Bristol            |        |                   |                               |
| Clyde Valley Blackhawks      | Wishaw             |        |                   |                               |
| Colchester Gladiators        | Colchester         |        |                   |                               |
| Cornwall Monarchs            | Newquay            |        |                   |                               |
| Crewe Railroaders            | Crewe              |        |                   |                               |
| Darlington Steam             | Darlington         |        |                   |                               |
| DC Presidents                | Chester-le-Street  |        |                   |                               |
| Doncaster Mustangs           | Doncaster          |        |                   |                               |
| Dumfries Hunters             | Dumfries           |        |                   |                               |
| Dunfermline Kings            | Dunfermline        |        |                   |                               |
| East Essex Sabres            | Rayleigh           |        |                   |                               |
| East Kent Mavericks          | Canterbury         |        |                   |                               |
| Gateshead Senators           | Jarrow             |        |                   |                               |
| Hereford Stampede            | Hereford           |        |                   |                               |
| Highland Stags               | Inverness          |        |                   |                               |
| Humber Warhawks              | Kingston upon Hull |        |                   |                               |
| Ipswich Cardinals            | Ipswich            |        |                   |                               |
| Knottingley Raiders          | Knottingley        |        |                   |                               |
| Leigh Miners                 | Tyldesley          |        |                   |                               |
| Lincolnshire Bombers         | North Hykeham      |        |                   |                               |
| Northants Knights            | Wellingborough     |        |                   |                               |
| Norwich Devils               | Norwich            |        |                   |                               |
| Ouse Valley Eagles           | Bedford            |        |                   |                               |
| Scunthorpe Alphas            | Scunthorpe         |        |                   |                               |
| Somerset Wyverns             | Taunton            |        |                   |                               |
| South East Squadron          | Maidstone          |        |                   |                               |
| South Lincolnshire Lightning | Bourne             |        |                   |                               |
| Staffordshire Surge          | Burton upon Trent  |        |                   |                               |
| Swindon Storm                | Swindon            |        |                   |                               |
| Torbay Trojans               | Paignton           |        |                   |                               |
| Worcestershire Black Knights | Evesham            |        |                   |                               |

## Stagione regolare

### Calendario

#### 1ª giornata
| 10 aprile 2022, ore 14:00 | Clyde Valley Blackhawks | 6 – 13 | Aberdeen Roughnecks |  |

| 10 aprile 2022, ore 14:00 | Dumfries Hunters | 12 – 33 | Highland Stags |  |

| 10 aprile 2022, ore 14:00 | Humber Warhawks | 40 – 0 | South Lincolnshire Lightning |  |

| 10 aprile 2022, ore 14:00 | Colchester Gladiators | 0 – 6 | Ouse Valley Eagles |  |

| 10 aprile 2022, ore 14:00 | Hereford Stampede | 6 – 39 | Northants Knights |  |

| 10 aprile 2022, ore 14:00 | Swindon Storm | 32 – 0 | Worcestershire Black Knights |  |

| 10 aprile 2022, ore 14:00 | Torbay Trojans | 0 – 62 | Bristol Apache |  |

| 10 aprile 2022, ore 15:30 | Leigh Miners | 14 – 49 | Crewe Railroaders |  |

#### 2ª giornata
| 17 aprile 2022, ore 12:00 | DC Presidents | 14 – 36 | Knottingley Raiders |  |

| 17 aprile 2022, ore 14:00 | Dunfermline Kings | 0 – 38 | Clyde Valley Blackhawks |  |

| 17 aprile 2022, ore 14:00 | South Lincolnshire Lightning | 0 – 42 | Scunthorpe Alphas |  |

| 17 aprile 2022, ore 14:00 | Northants Knights | 61 – 0 | Worcestershire Black Knights |  |

| 17 aprile 2022, ore 14:00 | Somerset Wyverns | 46 – 0 | Torbay Trojans |  |

| 17 aprile 2022, ore 14:00 | East Essex Sabres | 10 – 8 | East Kent Mavericks |  |

#### 3ª giornata
| 24 aprile 2022, ore 14:00 | Aberdeen Roughnecks | 18 – 6 | Dumfries Hunters |  |

| 24 aprile 2022, ore 14:00 | Highland Stags | 47 – 0 | Dunfermline Kings |  |

| 24 aprile 2022, ore 14:00 | Lincolnshire Bombers | 33 – 3 | Doncaster Mustangs |  |

| 24 aprile 2022, ore 14:00 | Scunthorpe Alphas | 28 – 6 | Humber Warhawks |  |

| 24 aprile 2022, ore 14:00 | Knottingley Raiders | 6 – 27 | Darlington Steam |  |

| 24 aprile 2022, ore 14:00 | Colchester Gladiators | 10 – 0 | Ipswich Cardinals |  |

| 24 aprile 2022, ore 14:00 | Hereford Stampede | 9 – 8 | Swindon Storm |  |

| 24 aprile 2022, ore 14:00 | Bristol Apache | 38 – 0 | Cornwall Monarchs |  |

| 24 aprile 2022, ore 14:00 | Berkshire Renegades | 0 – 7 | East Essex Sabres |  |

| 24 aprile 2022, ore 15:00 | Ouse Valley Eagles | 6 – 26 | Norwich Devils |  |

#### 4ª giornata
| 1º maggio 2022, ore 14:00 | Dumfries Hunters | 0 – 0 | Clyde Valley Blackhawks |  |

| 1º maggio 2022, ore 14:00 | Leigh Miners | 25 – 25 | Staffordshire Surge |  |

| 1º maggio 2022, ore 14:00 | Gateshead Senators | 41 – 0 | DC Presidents |  |

| 1º maggio 2022, ore 14:00 | Norwich Devils | 35 – 26 | Colchester Gladiators |  |

| 1º maggio 2022, ore 14:00 | Northants Knights | 26 – 20 | Hereford Stampede |  |

| 1º maggio 2022, ore 14:00 | Somerset Wyverns | 16 – 6 | Cornwall Monarchs |  |

| 1º maggio 2022, ore 14:00 | South East Squadron | 0 – 20 | East Kent Mavericks |  |

#### 5ª giornata
| 8 maggio 2022, ore 14:00 | Lincolnshire Bombers | 53 – 0 | South Lincolnshire Lightning |  |

#### 6ª giornata
| 15 maggio 2022, ore 14:00 | Dunfermline Kings | 0 – 28 | Aberdeen Roughnecks |  |

| 15 maggio 2022, ore 14:00 | Ipswich Cardinals | 13 – 32 | Norwich Devils |  |

| 15 maggio 2022, ore 14:00 | Swindon Storm | 14 – 48 | Northants Knights |  |

| 15 maggio 2022, ore 14:00 | Torbay Trojans | 0 – 77 | Bristol Apache |  |

| 15 maggio 2022, ore 14:00 | Berkshire Renegades | 64 – 0 | East Kent Mavericks |  |

#### 7ª giornata
| 22 maggio 2022, ore 14:00 | Aberdeen Roughnecks | 10 – 31 | Highland Stags |  |

| 22 maggio 2022, ore 14:00 | Humber Warhawks | 27 – 0 | Doncaster Mustangs |  |

| 22 maggio 2022, ore 14:00 | Staffordshire Surge | 22 – 8 | Crewe Railroaders |  |

| 22 maggio 2022, ore 14:00 | Cornwall Monarchs | 6 – 51 | Bristol Apache |  |

| 22 maggio 2022, ore 14:00 | South East Squadron | 2 – 10 | Berkshire Renegades |  |

#### 8ª giornata
| 29 maggio 2022, ore 14:00 | Clyde Valley Blackhawks | 40 – 0 | Dunfermline Kings |  |

| 29 maggio 2022, ore 14:00 | Highland Stags | 52 – 8 | Dumfries Hunters |  |

| 29 maggio 2022, ore 14:00 | Doncaster Mustangs | 0 – 54 | Scunthorpe Alphas |  |

| 29 maggio 2022, ore 14:00 | Staffordshire Surge | 24 – 23 | Leigh Miners |  |

| 29 maggio 2022, ore 14:00 | DC Presidents | 0 – 62 | Darlington Steam |  |

| 29 maggio 2022, ore 14:00 | Knottingley Raiders | 10 – 21 | Gateshead Senators |  |

| 29 maggio 2022, ore 14:00 | Colchester Gladiators | 6 – 34 | Norwich Devils |  |

| 29 maggio 2022, ore 14:00 | Ouse Valley Eagles | 6 – 10 | Ipswich Cardinals |  |

| 29 maggio 2022, ore 14:00 | Northants Knights | 1 – 0 (a tavolino) | Swindon Storm |  |

| 29 maggio 2022, ore 14:00 | Worcestershire Black Knights | 6 – 36 | Hereford Stampede |  |

| 29 maggio 2022, ore 14:00 | Torbay Trojans | 6 – 63 | Cornwall Monarchs |  |

| 29 maggio 2022, ore 14:00 | Berkshire Renegades | 27 – 0 | South East Squadron |  |

| 29 maggio 2022, ore 14:00 | East Kent Mavericks | 24 – 37 | East Essex Sabres |  |

#### 9ª giornata
| 5 giugno 2022, ore 14:00 | Clyde Valley Blackhawks | 0 – 6 | Highland Stags |  |

| 5 giugno 2022, ore 14:00 | Humber Warhawks | 0 – 8 | Lincolnshire Bombers |  |

| 5 giugno 2022, ore 14:00 | Scunthorpe Alphas | 1 – 0 (a tavolino) | South Lincolnshire Lightning |  |

| 5 giugno 2022, ore 14:00 | Knottingley Raiders | 1 – 0 (a tavolino) | DC Presidents |  |

| 5 giugno 2022, ore 14:00 | Ipswich Cardinals | 14 – 21 | Colchester Gladiators |  |

| 5 giugno 2022, ore 14:00 | Norwich Devils | 22 – 6 | Ouse Valley Eagles |  |

| 5 giugno 2022, ore 14:00 | Hereford Stampede | 54 – 0 | Swindon Storm |  |

| 5 giugno 2022, ore 14:00 | Somerset Wyverns | 58 – 0 | Torbay Trojans |  |

#### 10ª giornata
| 12 giugno 2022, ore 14:00 | Crewe Railroaders | 33 – 52 | Leigh Miners |  |

| 12 giugno 2022, ore 14:00 | Darlington Steam | 8 – 2 | Gateshead Senators |  |

#### 11ª giornata
| 19 giugno 2022, ore 14:00 | Lincolnshire Bombers | 18 – 33 | Scunthorpe Alphas |  |

| 19 giugno 2022, ore 14:00 | Leigh Miners | 16 – 20 | Staffordshire Surge |  |

| 19 giugno 2022, ore 14:00 | Ouse Valley Eagles | 0 – 0 | Colchester Gladiators |  |

| 19 giugno 2022, ore 14:00 | Northants Knights | 1 – 0 (a tavolino) | Worcestershire Black Knights |  |

| 19 giugno 2022, ore 14:00 | Swindon Storm | 0 – 40 | Hereford Stampede |  |

| 19 giugno 2022, ore 14:00 | Cornwall Monarchs | 13 – 30 | Somerset Wyverns |  |

| 19 giugno 2022, ore 14:00 | South East Squadron | 0 – 55 | East Essex Sabres |  |

#### 12ª giornata
| 26 giugno 2022, ore 14:00 | Dumfries Hunters | 10 – 0 | Aberdeen Roughnecks |  |

| 26 giugno 2022, ore 14:00 | Doncaster Mustangs | 7 – 34 | Humber Warhawks |  |

| 26 giugno 2022, ore 14:00 | South Lincolnshire Lightning | 0 – 44 | Lincolnshire Bombers |  |

| 26 giugno 2022, ore 14:00 | Crewe Railroaders | 0 – 18 | Staffordshire Surge |  |

| 26 giugno 2022, ore 14:00 | Knottingley Raiders | 0 – 1 (a tavolino) | Gateshead Senators |  |

| 26 giugno 2022, ore 14:00 | Norwich Devils | 20 – 0 | Ipswich Cardinals |  |

| 26 giugno 2022, ore 14:00 | Bristol Apache | 1 – 0 (a tavolino) | Cornwall Monarchs |  |

| 26 giugno 2022, ore 14:00 | East Essex Sabres | 10 – 0 | Berkshire Renegades |  |

| 26 giugno 2022, ore 14:00 | East Kent Mavericks | 32 – 0 | South East Squadron |  |

#### 13ª giornata
| 3 luglio 2022, ore 14:00 | Dumfries Hunters | 58 – 0 | Dunfermline Kings |  |

| 3 luglio 2022, ore 14:00 | Highland Stags | 1 – 0 (a tavolino) | Clyde Valley Blackhawks |  |

| 3 luglio 2022, ore 14:00 | Scunthorpe Alphas | 1 – 0 (a tavolino) | Doncaster Mustangs |  |

| 3 luglio 2022, ore 14:00 | Staffordshire Surge | 30 – 15 | Leigh Miners |  |

| 3 luglio 2022, ore 14:00 | Gateshead Senators | 33 – 8 | DC Presidents |  |

| 3 luglio 2022, ore 14:00 | Ipswich Cardinals | 36 – 35 | Ouse Valley Eagles |  |

| 3 luglio 2022, ore 14:00 | Worcestershire Black Knights | 20 – 12 | Swindon Storm |  |

| 3 luglio 2022, ore 14:00 | Somerset Wyverns | 14 – 18 | Bristol Apache |  |

| 3 luglio 2022, ore 14:00 | Berkshire Renegades | 20 – 14 | East Kent Mavericks |  |

| 3 luglio 2022, ore 14:00 | South Lincolnshire Lightning | 0 – 59 | Humber Warhawks |  |

#### 14ª giornata
| 17 luglio 2022, ore 14:00 | Aberdeen Roughnecks | 13 – 6 | Clyde Valley Blackhawks |  |

| 17 luglio 2022, ore 14:00 | Dunfermline Kings | 0 – 48 | Highland Stags |  |

| 17 luglio 2022, ore 14:00 | Doncaster Mustangs | 30 – 0 | South Lincolnshire Lightning |  |

| 17 luglio 2022, ore 14:00 | Lincolnshire Bombers | 14 – 7 | Humber Warhawks |  |

| 17 luglio 2022, ore 14:00 | Crewe Railroaders | 33 – 32 | Leigh Miners |  |

| 17 luglio 2022, ore 14:00 | Darlington Steam | 48 – 6 | Knottingley Raiders |  |

| 17 luglio 2022, ore 14:00 | DC Presidents | 0 – 24 | Gateshead Senators |  |

| 17 luglio 2022, ore 14:00 | Ipswich Cardinals | 6 – 17 | Colchester Gladiators |  |

| 17 luglio 2022, ore 14:00 | Ouse Valley Eagles | 0 – 28 | Norwich Devils |  |

| 17 luglio 2022, ore 14:00 | Hereford Stampede | 20 – 0 | Worcestershire Black Knights |  |

| 17 luglio 2022, ore 14:00 | Bristol Apache | 44 – 0 | Torbay Trojans |  |

| 17 luglio 2022, ore 14:00 | Cornwall Monarchs | 6 – 40 | Somerset Wyverns |  |

| 17 luglio 2022, ore 14:00 | East Essex Sabres | 1 – 0 (a tavolino) | South East Squadron |  |

| 17 luglio 2022, ore 14:00 | East Kent Mavericks | 13 – 30 | Berkshire Renegades |  |

#### 15ª giornata
| 24 luglio 2022, ore 14:00 | Dunfermline Kings | 14 – 50 | Dumfries Hunters |  |

| 24 luglio 2022, ore 14:00 | Highland Stags | 8 – 0 | Aberdeen Roughnecks |  |

| 24 luglio 2022, ore 14:00 | Doncaster Mustangs | 14 – 62 | Lincolnshire Bombers |  |

| 24 luglio 2022, ore 14:00 | Humber Warhawks | 14 – 29 | Scunthorpe Alphas |  |

| 24 luglio 2022, ore 14:00 | Staffordshire Surge | 1 – 0 (a tavolino) | Crewe Railroaders |  |

| 24 luglio 2022, ore 14:00 | DC Presidents | 0 – 39 | Darlington Steam |  |

| 24 luglio 2022, ore 14:00 | Torbay Trojans | 0 – 50 | Somerset Wyverns |  |

| 24 luglio 2022, ore 14:00 | South East Squadron | 0 – 45 | East Essex Sabres |  |

#### 16ª giornata
| 30 luglio 2022, ore 14:00 | Darlington Steam | 1 – 0 (a tavolino) | Knottingley Raiders |  |

| 31 luglio 2022, ore 14:00 | Leigh Miners | 1 – 0 (a tavolino) | Crewe Railroaders |  |

| 31 luglio 2022, ore 14:00 | Worcestershire Black Knights | 0 – 1 (a tavolino) | Northants Knights |  |

#### 17ª giornata
| 7 agosto 2022, ore 14:00 | Aberdeen Roughnecks | 37 – 0 | Dunfermline Kings |  |

| 7 agosto 2022, ore 14:00 | Clyde Valley Blackhawks | 12 – 20 | Dumfries Hunters |  |

| 7 agosto 2022, ore 14:00 | South Lincolnshire Lightning | 0 – 41 | Doncaster Mustangs |  |

| 7 agosto 2022, ore 14:00 | Scunthorpe Alphas | 41 – 13 | Lincolnshire Bombers |  |

| 7 agosto 2022, ore 14:00 | Crewe Railroaders | 8 – 7 | Staffordshire Surge |  |

| 7 agosto 2022, ore 14:00 | Darlington Steam | 1 – 0 (a tavolino) | DC Presidents |  |

| 7 agosto 2022, ore 14:00 | Gateshead Senators | 40 – 16 | Knottingley Raiders |  |

| 7 agosto 2022, ore 14:00 | Colchester Gladiators | 35 – 18 | Ouse Valley Eagles |  |

| 7 agosto 2022, ore 14:00 | Norwich Devils | 8 – 12 | Ipswich Cardinals |  |

| 7 agosto 2022, ore 14:00 | Swindon Storm | 8 – 62 | Northants Knights |  |

| 7 agosto 2022, ore 14:00 | Worcestershire Black Knights | 0 – 64 | Hereford Stampede |  |

| 7 agosto 2022, ore 14:00 | Bristol Apache | 34 – 16 | Somerset Wyverns |  |

| 7 agosto 2022, ore 14:00 | Cornwall Monarchs | 38 – 0 | Torbay Trojans |  |

| 7 agosto 2022, ore 14:00 | East Essex Sabres | 17 – 10 | Berkshire Renegades |  |

| 7 agosto 2022, ore 14:00 | East Kent Mavericks | 46 – 3 | South East Squadron |  |

### Classifica
Le classifiche della regular season sono le seguenti.
- PCT = percentuale di vittorie, G = partite giocate, V = partite vinte,  P = partite perse, PF = punti fatti, PS = punti subiti

#### NFC 2 North
| Pos. | Squadra                 | PCT   | G | V | N | P | PF  | PS  |
| ---- | ----------------------- | ----- | - | - | - | - | --- | --- |
| 1    | Highland Stags          | 1.000 | 8 | 8 | 0 | 0 | 226 | 30  |
| 2    | Aberdeen Roughnecks     | .625  | 8 | 5 | 0 | 3 | 119 | 67  |
| 3    | Dumfries Hunters        | .563  | 8 | 4 | 1 | 3 | 164 | 129 |
| 4    | Clyde Valley Blackhawks | .313  | 8 | 2 | 1 | 5 | 102 | 53  |
| 5    | Dunfermline Kings       | .000  | 8 | 0 | 0 | 8 | 14  | 346 |

#### NFC 2 South
| Pos. | Squadra                      | PCT   | G | V | N | P | PF  | PS  |
| ---- | ---------------------------- | ----- | - | - | - | - | --- | --- |
| 1    | Scunthorpe Alphas            | 1.000 | 8 | 8 | 0 | 0 | 229 | 51  |
| 2    | Lincolnshire Bombers         | .750  | 8 | 6 | 0 | 2 | 245 | 98  |
| 3    | Humber Warhawks              | .500  | 8 | 4 | 0 | 4 | 187 | 86  |
| 4    | Doncaster Mustangs           | .250  | 8 | 2 | 0 | 6 | 95  | 211 |
| 5    | South Lincolnshire Lightning | .000  | 8 | 0 | 0 | 8 | 0   | 310 |

#### NFC 2 West
| Pos. | Squadra             | PCT  | G | V | N | P | PF  | PS  |
| ---- | ------------------- | ---- | - | - | - | - | --- | --- |
| 1    | Staffordshire Surge | .813 | 8 | 6 | 1 | 1 | 91  | 72  |
| 2    | Crewe Railroaders   | .375 | 8 | 3 | 0 | 5 | 90  | 88  |
| 3    | Leigh Miners        | .313 | 8 | 2 | 1 | 5 | 130 | 151 |

#### NFC 2 East
| Pos. | Squadra             | PCT  | G | V | N | P | PF  | PS  |
| ---- | ------------------- | ---- | - | - | - | - | --- | --- |
| 1    | Darlington Steam    | .875 | 8 | 7 | 0 | 1 | 200 | 30  |
| 2    | Gateshead Senators  | .875 | 8 | 7 | 0 | 1 | 178 | 56  |
| 3    | Knottingley Raiders | .250 | 8 | 2 | 0 | 6 | 75  | 152 |
| 4    | DC Presidents       | .000 | 8 | 0 | 0 | 8 | 22  | 237 |

#### SFC 2 East
| Pos. | Squadra               | PCT  | G | V | N | P | PF  | PS  |
| ---- | --------------------- | ---- | - | - | - | - | --- | --- |
| 1    | Norwich Devils        | .875 | 8 | 7 | 0 | 1 | 205 | 69  |
| 2    | Colchester Gladiators | .563 | 8 | 4 | 1 | 3 | 115 | 113 |
| 3    | Ipswich Cardinals     | .375 | 8 | 3 | 0 | 5 | 91  | 149 |
| 4    | Ouse Valley Eagles    | .188 | 8 | 1 | 1 | 6 | 77  | 157 |

#### SFC 2 North
| Pos. | Squadra                      | PCT   | G | V | N | P | PF  | PS  |
| ---- | ---------------------------- | ----- | - | - | - | - | --- | --- |
| 1    | Northants Knights            | 1.000 | 8 | 8 | 0 | 0 | 237 | 48  |
| 2    | Hereford Stampede            | .750  | 8 | 6 | 0 | 2 | 249 | 79  |
| 3    | Swindon Storm                | .125  | 8 | 1 | 0 | 7 | 74  | 232 |
| 4    | Worcestershire Black Knights | .125  | 8 | 1 | 0 | 7 | 26  | 227 |

#### SFC 2 West
| Pos. | Squadra           | PCT   | G | V | N | P | PF  | PS  |
| ---- | ----------------- | ----- | - | - | - | - | --- | --- |
| 1    | Bristol Apache    | 1.000 | 8 | 8 | 0 | 0 | 325 | 36  |
| 2    | Somerset Wyverns  | .750  | 8 | 6 | 0 | 2 | 270 | 77  |
| 3    | Cornwall Monarchs | .250  | 8 | 2 | 0 | 6 | 132 | 182 |
| 4    | Torbay Trojans    | .000  | 8 | 0 | 0 | 8 | 6   | 438 |

#### SFC 2 South
| Pos. | Squadra             | PCT   | G | V | N | P | PF  | PS  |
| ---- | ------------------- | ----- | - | - | - | - | --- | --- |
| 1    | East Essex Sabres   | 1.000 | 8 | 8 | 0 | 0 | 182 | 42  |
| 2    | Berkshire Renegades | .625  | 8 | 5 | 0 | 3 | 110 | 69  |
| 3    | East Kent Mavericks | .375  | 8 | 3 | 0 | 5 | 163 | 113 |
| 4    | South East Squadron | .000  | 8 | 0 | 0 | 8 | 5   | 236 |

## Playoff

### Tabellone
|  | Quarti di finale | Quarti di finale    | Quarti di finale |                   |       | Semifinali     | Semifinali | Semifinali |  |  | Britbowl | Britbowl | Britbowl |  |
|  |                  |                     |                  |                   |       |                |            |            |  |  |          |          |          |  |
|  | N2N-1            | Highland Stags      | 1                |                   |       |                |            |            |  |  |          |          |          |  |
|  | N2N-1            | Highland Stags      | 1                |                   |       |                |            |            |  |  |          |          |          |  |
|  | N2W-1            | Staffordshire Surge | 0 d.g.s.         |                   |       |                |            |            |  |  |          |          |          |  |
|  | N2W-1            | Staffordshire Surge | 0 d.g.s.         |                   | N2N-1 | Highland Stags | 18         |            |  |  |          |          |          |  |
|  |                  |                     |                  |                   | N2N-1 | Highland Stags | 18         |            |  |  |          |          |          |  |
|  |                  |                     | N2S-1            | Scunthorpe Alphas | 8     |                |            |            |  |  |          |          |          |  |
|  | N2S-1            | Scunthorpe Alphas   | N2S-1            | Scunthorpe Alphas | 8     | 23             |            |            |  |  |          |          |          |  |
|  | N2S-1            | Scunthorpe Alphas   |                  |                   |       |                |            |            |  |  |          |          |          |  |
|  | N2E-1            | Darlington Steam    | 6                |                   |       |                |            |            |  |  |          |          |          |  |
|  | N2E-1            | Darlington Steam    | 6                |                   | N2N-1 | Highland Stags | 7          |            |  |  |          |          |          |  |
|  |                  |                     |                  |                   |       |                |            |            |  |  |          |          |          |  |
|  |                  |                     | S2W-1            | Bristol Apache    | 17    |                |            |            |  |  |          |          |          |  |
|  | S2W-1            | Bristol Apache      | S2W-1            | Bristol Apache    | 17    | 32             |            |            |  |  |          |          |          |  |
|  | S2W-1            | Bristol Apache      |                  |                   |       |                |            |            |  |  |          |          |          |  |
|  | S2E-1            | Norwich Devils      | 6                |                   |       |                |            |            |  |  |          |          |          |  |
|  | S2E-1            | Norwich Devils      | 6                |                   | S2W-1 | Bristol Apache | 35         |            |  |  |          |          |          |  |
|  |                  |                     |                  |                   | S2W-1 | Bristol Apache | 35         |            |  |  |          |          |          |  |
|  |                  |                     | S2N-1            | Northants Knights | 0     |                |            |            |  |  |          |          |          |  |
|  | S2S-1            | East Essex Sabres   | S2N-1            | Northants Knights | 0     | 26             |            |            |  |  |          |          |          |  |
|  | S2S-1            | East Essex Sabres   |                  |                   |       |                |            |            |  |  |          |          |          |  |
|  | S2N-1            | Northants Knights   | 30               |                   |       |                |            |            |  |  |          |          |          |  |

### Quarti di finale
| 14 agosto 2022, ore 14:00 | Bristol Apache | 32 – 6 | Norwich Devils |  |

| 14 agosto 2022, ore 14:00 | East Essex Sabres | 26 – 30 | Northants Knights |  |

| 14 agosto 2022, ore 14:00 | Highland Stags | 1 – 0 (a tavolino) | Staffordshire Surge |  |

| 14 agosto 2022, ore 15:00 | Scunthorpe Alphas | 23 – 6 | Darlington Steam |  |

### Semifinali
| 21 agosto 2022, ore 13:00 | Highland Stags | 18 – 8 | Scunthorpe Alphas |  |

| 21 agosto 2022, ore 14:30 | Bristol Apache | 35 – 0 | Northants Knights |  |

### Britbowl
| Londra 4 settembre 2022, ore 12:00 | Highland Stags | 7 – 17 | Bristol Apache | New River Stadium |

## Verdetti
- Bristol Apache Vincitori della BAFA NL Division Two 2022